# Lògica clàssica
|  | Per a altres significats, vegeu «lògica tradicional». |

La lògica clàssica o lògica estàndard és la classe de lògica intensament estudiada i més àmpliament utilitzada. La lògica clàssica ha tingut molta influència en la filosofia analítica, el tipus de filosofia que s'empra més sovint en el món de parla anglesa.

## Característiques
Cada sistema lògic d'aquesta classe comparteix unes propietats característiques:
1. Llei d'eliminació de la negació mitjana i doble exclosa
2. Llei de la no contradicció i principi d’explosió
3. Monotonicitat de la vinculació i idempotència de la vinculació
4. Commutativitat de la conjunció
5. Dualitat de Morgan: cada operador lògic és dual amb un altre

Tot i que no estan implicades per les condicions anteriors, les discussions contemporànies sobre la lògica clàssica normalment només inclouen lògiques proposicionals i de primer ordre. En altres paraules, la immensa majoria del temps dedicat a l'estudi de la lògica clàssica s'ha dedicat a estudiar específicament la lògica proposicional i de primer ordre, en oposició a les altres formes de lògica clàssica.
La majoria de la semàntica de la lògica clàssica és bivalent, és a dir, totes les possibles denotacions de proposicions es poden classificar com a vertaderes o falses.

## Història

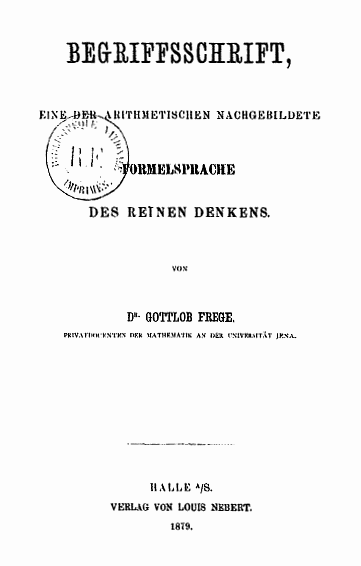
Pàgina de títol de Begriffsschrift

La lògica clàssica és una innovació dels segles XIX i XX. El nom no fa referència a l’antiguitat clàssica, que feia servir el terme lògic d’ Aristòtil. De fet, la lògica clàssica era la conciliació de la lògica d'Aristòtil, que va dominar la major part dels darrers 2000 anys, amb la lògica estoica proposicional. Els dos de vegades eren vistos com a irreconciliables.
El calculus ratiocinator de Leibniz es pot veure com presagia la lògica clàssica. Bernard Bolzano té la comprensió de la importància existencial que es troba en la lògica clàssica i no en Aristòtil. Tot i que mai va qüestionar Aristòtil, la reformulació algebraica de la lògica de George Boole, anomenada lògica booleana, va ser un predecessor de la lògica matemàtica moderna i la lògica clàssica. William Stanley Jevons i John Venn, que també tenien la comprensió moderna de la importació existencial, van ampliar el sistema de Boole.
La lògica clàssica de primer ordre original es troba a Begriffsschrift de Gottlob Frege. Té una aplicació més àmplia que la lògica d'Aristòtil i és capaç d'expressar la lògica d'Aristòtil com un cas especial. Explica els quantificadors en termes de funcions matemàtiques. Va ser també la primera lògica capaç de fer front al problema de la generalitat múltiple, per la qual el sistema d'Aristòtil era impotent. Frege, que es considera el fundador de la filosofia analítica, la va inventar per demostrar que totes les matemàtiques eren derivables de la lògica i fer que l'aritmètica fos rigorosa com David Hilbert havia fet per la geometria, la doctrina coneguda com a logicisme en els fonaments de les matemàtiques. La notació que Frege va fer servir mai no va atrapar. Hugh MacColl va publicar una variant de la lògica proposicional dos anys abans.
Els escrits d’ Augustus De Morgan i Charles Sanders Peirce també van ser pioners en la lògica clàssica amb la lògica de les relacions. Peirce va influir en Giuseppe Peano i Ernst Schröder.
La lògica clàssica va arribar a bon port a Principia Mathematica de Bertrand Russell i AN Whitehead i al Tractatus Logico Philosophicus de Ludwig Wittgenstein. Russell i Whitehead van ser influenciats per Peano (utilitza la seva notació) i Frege, i van intentar demostrar que les matemàtiques derivaven de la lògica. Wittgenstein va ser influenciat per Frege i Russell, i inicialment va considerar que el Tractatus havia resolt tots els problemes de filosofia.
Willard Van Orman Quine va insistir en la lògica clàssica de primer ordre com la veritable lògica, dient que la lògica d'ordre superior era "la teoria dels conjunts disfressada".
Jan Łukasiewicz va ser pioner en la lògica no clàssica .

## Semàntica generalitzada
Amb l'arribada de la lògica algebraica es va fer evident que el càlcul proposicional clàssic admet altres semàntiques. En la semàntica amb valor booleà (per a la lògica proposicional clàssica), els valors de veritat són els elements d'una àlgebra booleana arbitrària; "true" correspon a l'element màxim de l'àlgebra i "false" correspon a l'element mínim. Els elements intermedis de l'àlgebra corresponen a valors de veritat diferents de "veritable" i "fals". El principi de bivalència només es manté quan es considera que l'àlgebra de Boole és l'àlgebra de dos elements, que no té elements intermedis.